# Superfícies de control de vol

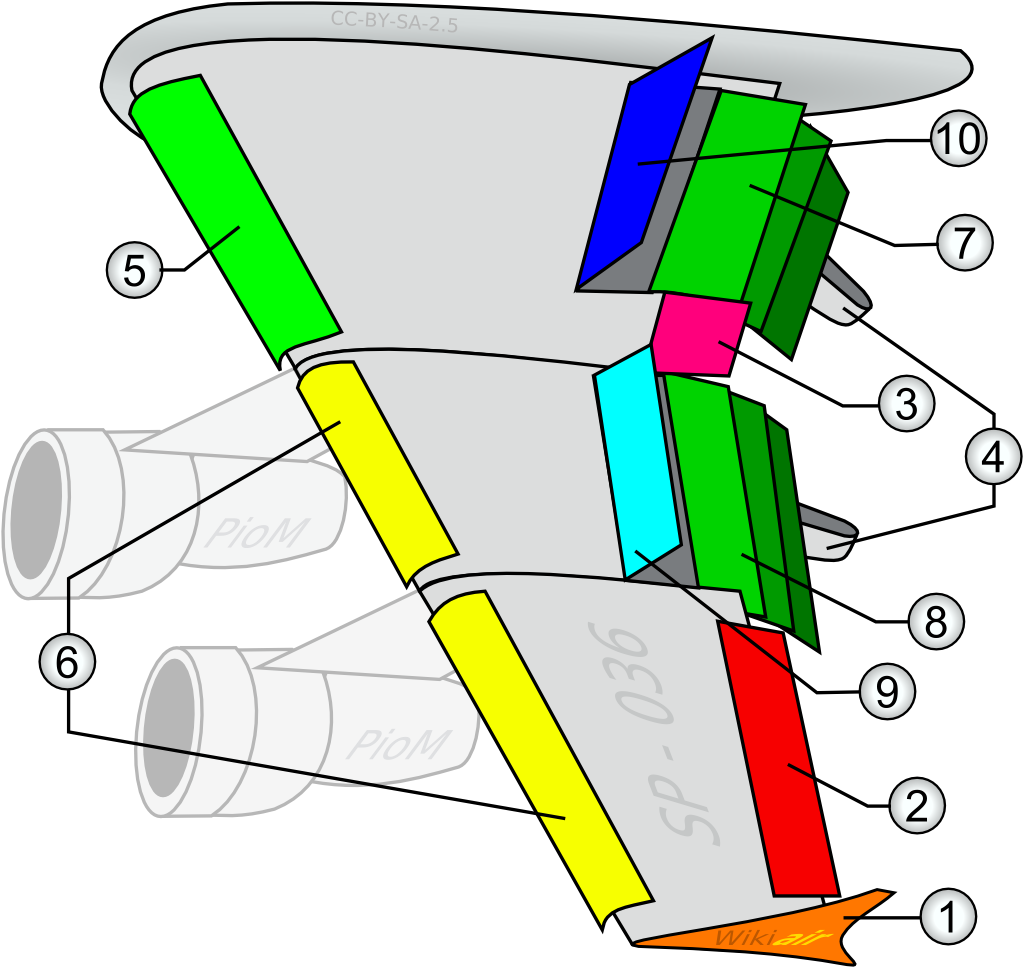
Parts de l'ala:
1. Winglet
2. Aleró de baixa velocitat
3. Aleró d'alta velocitat
4. Dispositiu hipersustentador
5. Dispositius hipersustentadors de Krüger
6. Slats
7. Flap de 3 sèries interior
8. Flap de 3 sèries exterior
9. Spoilers
10 Spoilers-Frens d'aire.

Les superfícies de control  són totes aquelles parts de l'avió que tenen la funció d'ajudar al pilot a modificar l'orientació i posició de l'aeronau. Podem distingir entre superfícies de control primàries i secundàries.

## Superfícies de control primàries
Les superfícies de control primàries són aquelles que donen el control de l'aeronau al pilot. En l'actualitat, existeixen 3 tipus:
- Timó de profunditat
- Alerons
- Timó de direcció

## Superfícies de control secundàries
En canvi, les superfícies de control secundàries són aquelles que modifiquen la sustentació de l'avió. Els diferents tipus són:
- Flaps
- Compensadors
- Slats
- Spoilers
- Aerofrens

## Comandament manual

Control de l'avió i moviment de les superfícies de comandament

La missió dels pilots serà la d'accionar i corregir els angles d'aquestes superfícies per d'aquesta manera controlar l'aeronau, tant la seva posició com la seva orientació.
Per evitar la contínua acció del pilot sobre els comandaments, s'usen unes rodes o compensadors de profunditat, balanceig i direcció. Aquestes rodes controlen unes superfícies aerodinàmiques de mida petita anomenades compensadors o aletes compensadores, que es mouen en sentit contrari al de la superfície de comandament principal en què es troben muntades, mantenint-la en posició desitjada.
Per exemple, si un vent lateral tendeix a desviar l'avió cap a la dreta de la seva ruta, el pilot pot corregir l'efecte del vent prement el pedal esquerre; per evitar la pressió constant sobre el pedal, el pilot pot girar la roda del compensador de direcció cap a l'esquerra.
Així, l'aleta compensadora es mourà cap a la dreta, obligant al timó de direcció a desplaçar-se una mica a l'esquerra. Mantenint-se així deflectat, l'avió ha corregit la seva desviació i el pilot no està obligat a pressionar constantment el pedal.
De la mateixa manera, quan es vol mantenir una actitud de pujada, o de baixada, o compensar en profunditat, el pilot gira cap endavant o cap enrere la roda del compensador de profunditat fins que ja no necessiti empènyer o estirar el bastó de comandament.
El compensador de balanceig sol accionar quan l'avió tendeix a portar un pla més caigut que l'altre, per exemple quan hi ha una gran diferència de pes de combustible entre les dues ales.
Les superfícies de comandament s'accionen des de la cabina del pilot amb els controls de vol que apareixen a la figura.
A la part superior esquerra es troba el bastó de comandament que té un mecanisme que transmet el moviment al timó de profunditat o elevador per a fer el moviment de capcineig.
El mateix bastó de comandament té a la part superior la bastó o volant per accionar sobre els alerons els que produeixen el moviment de balanceig.
Sota el gràfic anterior apareix la pedalera la qual mitjançant un mecanisme de transmissió arriba cap al timó de direcció per produir el moviment de guinyada.
A la dreta de la pedalera el gràfic mostra una part del pedestal de control amb la qual s'accionen els spoilers de vol i de terra, els flaps de vora d'atac i vora de fuga i una roda del compensador de l'estabilitzador horitzontal.

## Maniobres en els eixos principals

Rotacions possibles al voltant dels 3 eixos.

Qualsevol aeronau serà capaç de realitzar 3 possibles girs al voltant de 3 eixs perpendicular és entre si el punt d'intersecció està situat sobre el centre de gravetat de l'avió. Aquests 3 eixos són: eix lateral, longitudinal o vertical, i les maniobres es diuen Capcineig, Curvatura i guinyada

### Capcineig

El moviment de capcineig és una rotació sobre l'eix que passa per les ales.

L'eix  lateral  o  transversal  és un eix imaginari que s'estén de cap a cap de les ales de l'avió. El moviment que realitza l'avió al voltant d'aquest eix es denomina capcineig.
L'pilot, des de la cabina de comandament és capaç de modificar l'orientació respecte a aquest eix a través de l'timó de profunditat.
A l'estirar el bastó de comandament cap enrere (cap al pilot) es produeix una elevació del morro de l'avió, i en empènyer endavant es produeix una baixada del morro de l'avió.

### Balanceig

Moviment de balanceig produït pels alerons.

L'eix longitudinal  és un eix imaginari que s'estén des del morro a la cua de l'avió. El moviment que realitza l'avió al voltant d'aquest eix es denomina balanceig.
Les superfícies de comandament del balanceig són els alerons. En girar el bastó de comandament es produeix la deflexió diferencial dels alerons: al mateix temps que l'aleró d'una de les ales puja, l'aleró de l'altra ala baixa, i l'angle de deflexió proporcional al grau de gir de les bastó de comandament.
L'aleró que s'ha flexionat cap avall, produeix un augment de sustentació en la seva ala corresponent, provocant el seu ascens, mentre que l'aleró que és flexionat cap amunt, produeix en la seva ala una disminució de sustentació, motivant-ne el descens.
El pilot, en cas de voler inclinar cap a l'esquerra, giraria bastó de comandament cap a l'esquerra, fent que l'aleró dret baixés elevant així l'ala dreta, i simultàniament, l'aleró esquerre flexionaría cap amunt produint una pèrdua de la sustentació en l'ala esquerra i, per tant, el seu descens.

### Guinyada

La maniobra de guinyada és una rotació sobre l'eix vertical intrínsec.

L'eix vertical és un eix imaginari que, passant pel centre de gravetat de l'avió, és perpendicular als eixos transversal i longitudinal. Aquest eix és perpendicular a l'eix de capcineig i al de balanceig, està contingut en un pla que passa pel morro i la cua de l'aparell i que normalment divideix aquest en dues parts simètriques).
El moviment que realitza l'avió al voltant d'aquest eix es denomina guinyada (moviment de l'avió respecte de l'eix imaginari vertical que passa pel centre de gravetat de l'aeronau). La superfície de comandament de la guinyada és el timó de cua o timó de direcció.
El control sobre el timó de direcció es realitza mitjançant els pedals.
Per aconseguir un moviment de guinyada cap a la dreta, el pilot pressiona el pedal dret, generant així el gir de la superfície del timó de direcció cap a la dreta. Això provocarà una deflexió del vent relatiu (a causa de la velocitat de vol de l'avió) cap a aquest costat, el que causa una reacció que empeny el pla de deriva de l'avió cap a l'esquerra i, per tractar-se d'una estructura rígida, el resultat és un gir del morro a la dreta sobre l'eix vertical esmentat.
La guinyada pot ocórrer de forma involuntària en vol o en terra. En vol pot ser causada per una ràfega de vent lateral o per irregularitats aerodinàmiques degudes al pilotatge. En casos extrems es pot arribar a l'autorotació, que origina la barrina. La guinyada en terra pot ser provocada, a més de les causes esmentades, per diferent resistència a l'avanç entre una i altra roda deguda a la superfície del terreny o una frenada irregular que pot provocar un "cavallet", incident en el que l'aparell pateix una guinyada ràpida de 90 º o més, amb perill de trencament d'una ala, o de la cua en els avions que donen suport al pes de la mateixa sobre un patí.
Etimològicament, hi ha una accepció nàutica del terme 'guinyada', de la qual es deriva l'accepció aeronàutica. La RAE la defineix com "Desviament de la proa del vaixell cap a un costat o un altre del rumb a què es navega, produït per mal govern de l'embarcació, descuit del timoner, gran maror o una altra causa".